# Rullstolsfäktning

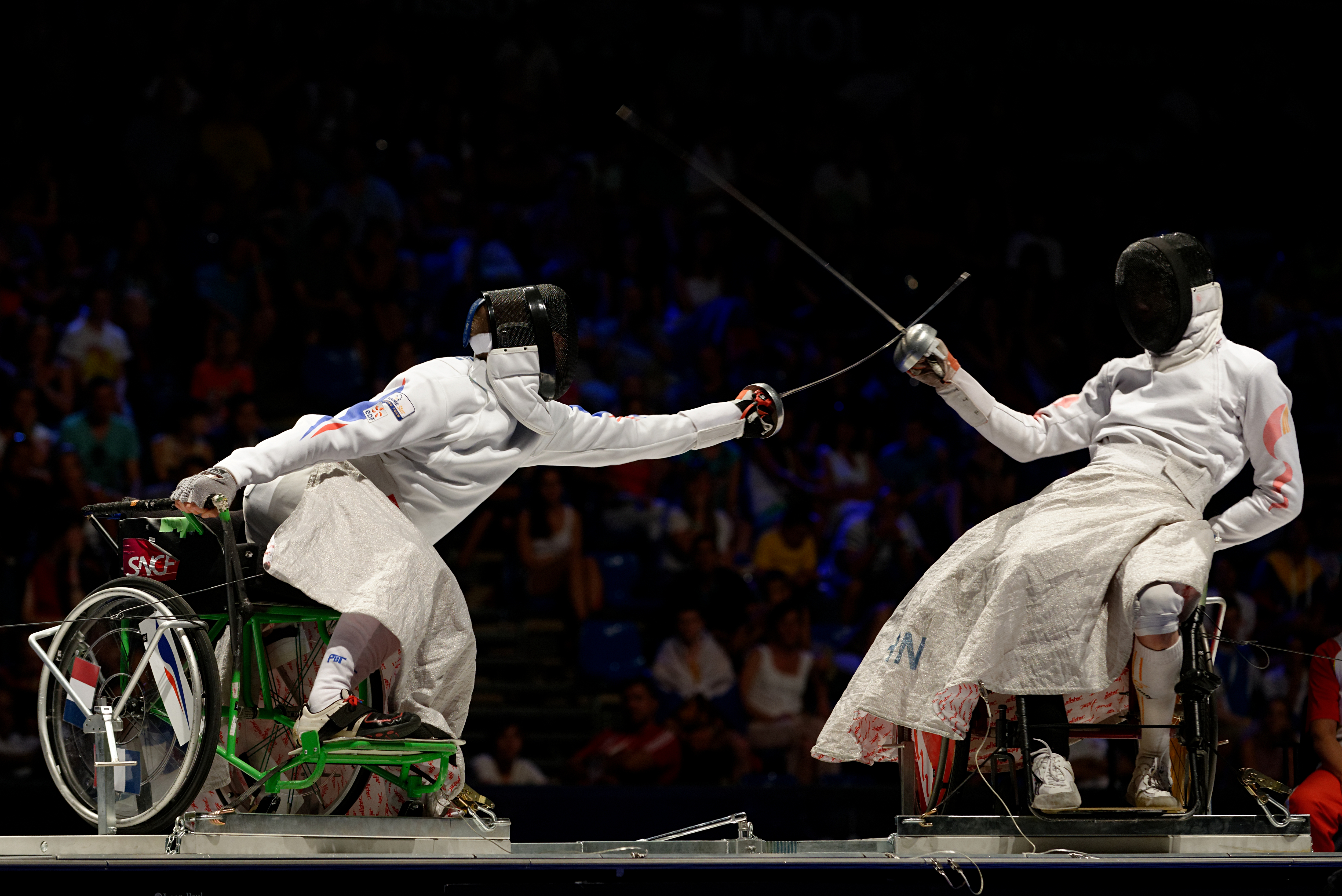
Romain Noble (vänster) och Tian Jianquan vid VM i rullstolsfäktning 2013.

Rullstolsfäktning är en variant av fäktning som är anpassad för personer med funktionsnedsättning. Sporten administreras internationellt av 
International Wheelchair and Amputee Sports Federation (IWASF) och i Sverige av Svenska Fäktförbundet. Den har varit en paralympisk idrott sedan Paralympiska sommarspelen 1960 i Rom i Italien. 
Fäktning för rörelsehindrade utvecklades av Ludwig Gutmann som grundade de Paralympiska spelen. De tävlande skall ha en försvagning i ben eller fötter. För att svärdarmarna skall vara direkt vända mot varandra fixeras rullstolarna i 110 graders vinkel mot varandra i golvet. Avståndet mellan dem bestäms av den fäktare som har kortast armräckvidd.
Rullstolsfäktning omfattar tre discipliner: florett, sabel och värja. I individuella tävlingar fäktar man   3 x 3 minuter, eller först till 15 poäng I grundomgången stoppar man vid 5 vunna poäng.
Man tävlar i tre klasser, A, B och C. Klass A omfattar fäktare med full rörlighet i överkropp och fäktningsarm och god balans. Några  använder inte rullstol till vardags. Klass B omfattar fäktare med försämrad rörlighet i överkroppen och försämrad balans och klass C, som inte ingår i de paralympiska spelen, omfattar fäktare med funktionshämning i både armar och ben.